# Deströyer 666
Deströyer 666 — екстрим-колектив із Мельбурна, заснований Warslut-ом. 2001 року змінив місце дислокації з Австралії на Європу.

## Загальні відомості
Колектив, у травні 1994 року, заснував колишній гітарист і автор пісень Bestial Warlust K.K. Warslut. За рік, із запрошеними виконавцями — Філом Грешіком (Hobbs' Angel of Death) і Метом Сандерсом (Damaged), записано дебютний EP «Violence is the Prince of the World».
У жовтні 1996-го, вже у повному основному складі: K.K. Warslut, Філ «Bullit Eater» Грешік (бас), Ян «Shrapnel» Грей (соло) та Ballistic Howitzer (ударні), Deströyer 666 записує перший повноформатник «Unchain The Wolves». Платівка містила епічний треш-метал з елементами блек/дезу, в котрому агресивну манеру австралійського «war metal» доповнювали жорстокі гімни та вибухові ударні.
В 1997 році Howitzera на ударних змінив Рафа «Deceiver» Ярро. З оновленим складом бенд здійснив своє трете турне на східному узбережжі Австралії, видав 7-дюймовий сингл «Satanic Speed Metal» та розпочав готувати матеріал для наступного альбому «Phoenix Rising» котрий було записано в червні — липні 1999 року.
Відразу після завершення запису диску Грешік залишив колектив, і його, як бас-гітариста, змінив Саймон «Berserk» Тернер. Після успіху «Повсталого Фенікса» та зросту популярності Deströyer 666 відбувають до Європи де беруть участь у багатьох фестивалях, зокрема Wacken Open Air, та здійснюють турне разом з Immolation, Decapitated та Deranged. Опісля виступів розпочато запис чергового «Cold Steel … for an Iron Age».
Четвертий альбом «Defiance» з'явився за 7 років. З аналогічною перервою вийшов наступний, перший з треків котрого — Live And Burn — був презентований 8 січня 2016 р. У «Wildfire» колектив відійшов від своїх канонів, задіявши стилістику перехідного періоду спід-метал / раннього трешу 1980-х з відповідним вокалом.

## Склад
- Warslut — вокал, гітара
- RC — гітара
- Філіп «Felipe» Кутцбах — бас, бек-вокал
- Пер «Perra» Карлссон — ударні

## Дискографія
- Unchain The Wolves (1997)
- Phoenix Rising (2000)
- Cold Steel… for an Iron Age (2002)
- Defiance (2009)
- Wildfire (2016)

### Демо, компіляції
- Six Songs with the Devil(демо, 1994)
- Violence Is the Prince of This World (EP, 1995)
- …of Wolves, Women & War (EP, 2002)
- Terror Abraxas (EP, 2003)
- To the Devil His Due (компіляція, 2010)